# C. S. Wright
Pour les articles homonymes, voir Charles Wright et Wright.
Charles Seymour Wright, plus connu sous le nom de C. S. « Silas » Wright, né le 7 avril 1887 à Toronto et mort le 1er novembre 1975, est un physicien et explorateur canadien.

## Biographie
Il participe à l'équipe scientifique de l'expédition Terra Nova en Antarctique (1910-1913) de Robert Falcon Scott.
Lors de la Première Guerre mondiale, il se distingue en obtenant l'Ordre du Bain, l'Ordre de l'Empire britannique et la Military Cross.
De 1919 à 1947, il est scientifique pour l'Amirauté, devenant même directeur du Royal Naval Scientific Service à sa création en 1946.
Il s'est marié à l'une des sœurs de Raymond Priestley.